# ラブ・イン・トーキョー
『ラブ・イン・トーキョー』(Love in Tokyo) は、1966年制作のヒンディー語の映画で、興行的に成功したヒット作となった。

## 制作
サチン・ボウミックが原作、脚本、制作を担当し、プラモド・チャクラヴォルティが監督した作品である。おもな出演者には、ジョイ・ムケルジー、アシャ・パレク、プラン、メームード、ラリター・パーワル、アシット・セン、マダン・プリらがいた。音楽はシャンカール・ジョイキシャンが担当し、ハスラット・ジャイプリが歌詞を提供した。ジョイ・ムケルジーは、ヒットとなった映画『Love in Simla』にも出演していた。『ラブ・イン・トーキョー』の成功は、その後の。やはりジョイ・ムケルジー主演による『Love in Bombay』に繋がった。以上3本の映画は、ムケルジーの「ラブ・イン」三部作とされる。この作品は、おもに日本の東京で撮影され、その他にも各地でロケーション撮影がなされた。

## キャスト
- ジョイ・ムケルジー ... アショク (Ashok)
- アシャ・パレク ... アーシャ (Asha)
- メームード ... メハシュ (Mahesh)
- プラン ... プラン (Pran)
- ショーバ・コーテー（英語版） ... シーラ (Sheela)
- ドゥマル（英語版） ... シーラの父
- ラリター・パーワル ... ガヤトリ・デヴィ (Gayatri Devi)
- アシット・セン ... チャタージー (Chatterjee)
- モハン・コティア (Mohan Chotia)  ...  モハン (Mohan)
- マダン・プリ ... アシャのおじ
- ウルハス (Ulhas) ... サリタの父
- タルン・ボーズ（英語版） ... P・C・ロイ博士 (Doctor P.C. Roy)
- ラータ・ボーズ (Lata Bose)  ... サリタ (Sarita)
- ムラード（英語版） ... 弁護士

## サウンドトラック
| # | 曲名                                          | 歌手                 |
| - | --------------------------------------------- | -------------------- |
| 1 | "Sayonara Sayonara"                           | ラタ・マンゲシュカル |
| 2 | "Mujhe Tum Mil Gaye Humdum"                   | ラタ・マンゲシュカル |
| 3 | "O Mere Shahe-Khuban"                         | ラタ・マンゲシュカル |
| 4 | "Love In Tokyo (Le Gayi Dil Gudiya Japan Ki)" | モハメド・ラフィ     |
| 5 | "O Mere Shahe-Khuban"                         | モハメド・ラフィ     |
| 6 | "Koi Matwala Aaya Mere Dware"                 | ラタ・マンゲシュカル |
| 7 | "Aa Ja Re Aa Zara Aa"                         | モハメド・ラフィ     |
| 8 | "Mai Tere Pyar Ka Bimar Hu Kya Arz Karu"      | マンナ・デイ         |

## 撮影
この映画は、おもに日本で撮影され、東京の各地、上野、銀座、東京タワー、羽田空港や、広島でもロケーション撮影が行われた。

## ノミネーション
『フィルムフェア』は、フィルムフェア賞 コメディアン賞の候補にメームードを挙げた。

## 髪留めとしての「ラブ・イン・トーキョー」
この映画の中で、アシャ・パレクのポニーテールは、二つのビーズとゴムバンドでできているバレッタを使っていた。インドでは、このタイプの髪留めを「Love in Tokyo」と称している。